# Кьяшар
Кьяшар — одна из вершин гималайского горного хребта Махалангур-Химал на востоке Непала. Административно относится к району Солукхумбу на севере зоны Сагарматха в Восточном регионе. Высота горы составляет 6769 м над уровнем моря. Находится на территории буферной зоны национального парка Сагарматха.
Впервые на Кьяшар поднялись 18 октября 2003 года, это были Брюс Норманд, Андреас Франк и Сэм Бродерик. Маршрут их восхождения вел через западный гребень и западную стену.